# Бакалка (посёлок)
Бакалка — посёлок в Оренбургском районе Оренбургской области. Входит в состав Чебеньковского сельсовета.

## География
Посёлок расположен недалеко от районного центра — Оренбурга.
Часовой пояс
Посёлок Бакалка как и вся Оренбургская область, находится в часовой зоне МСК+2. Смещение применяемого времени относительно UTC составляет +5:00.

## Население
| 2010 |
| ---- |
| 380  |